# Хари Потър и Орденът на феникса
 Тази статия е за книгата.  За филма вижте Хари Потър и Орденът на феникса (филм).  
Хари Потър и Орденът на феникса (на английски: Harry Potter and the Order of the Phoenix) е фентъзи роман, написан от английската писателка Джоан Роулинг, петият от поредицата Хари Потър. Книгата проследява Хари Потър, млад магьосник, през петата му година в училището за магия и вълшебство Хогуортс, включително тайното завръщане на антагониста Лорд Волдемор, изпитите за С.О.В.А. и клеветящото го Министерство на магията.
Романът е публикуван на 21 юни 2003 г. от Bloomsbury в Обединеното кралство и Scholastic в Съединените щати. Продадени са пет милиона копия през първите 24 часа от публикуването.
Филмовата адаптация на романа е издадена през 2007 г.

## Сюжет
През лятото Хари Потър остава разочарован от липсата си на участие в усилията на Дъмбълдор да се бори с току-що възродилия се Лорд Волдемор. Една вечер Хари е нападнат от диментори, което кара група магьосници, принадлежащи към Ордена на Феникса, да го евакуират от дома на Дърсли. Те го отвеждат до площад Гримолд 12, родния дом на Сириус Блек, който сега е щабквартирата на Ордена. Хари научава от Рон и Хърмаяни, че Орденът е тайна организация, създадена от Дъмбълдор, посветена на борбата с Волдемор и смъртожадните. Хари иска да се присъедини, но майката на Рон Моли не одобрява идеята.
Хари е мишена на ръководена от Министерството клеветническа кампания под ръководството на Корнелиус Фъдж, за да го злепостави, тъй като твърди, че Волдемор се е върнал. Долорес Ъмбридж, старши служител на министерството, става новият учител по защита срещу черните изкуства в Хогуортс. Тя инициира строги правила и подход, основан само на учебници, забранявайки практикуването на защитни заклинания от учениците. Това кара Хари, Рон и Хърмаяни да сформират своя собствена група по отбрана с други ученици, наречена Армията на Дъмбълдор, които тайно се срещат в Нужната стая, за да тренират под инструкциите на Хари.
Една нощ Хари има видение как Артър Уизли е нападнат от змията на Волдемор, Наджини, което се оказва истина. Артър е спасен, но Дъмбълдор разбира, че умовете на Хари и Волдемор са свързани. Той урежда професор Снейп да преподава на Хари оклумантика, умение, при което човек затваря ума си срещу другите. Ъмбридж получава информация за Армията на Дъмбълдор; за да предотврати изгонването на Хари за създаване на тайна организация, Дъмбълдор поема отговорността за групата, след което се укрива, за да избегне ареста. Ъмбридж е назначена за директорка.
Уроците на Хари по оклумантика вървят зле. По време на изпитите той има видение как Сириус е измъчван от Волдемор в Отдел „Мистерии“ в Министерството. Докато се опитва да се свърже със Сириус на площад Гримолд, Хари е заловен от Ъмбридж, докато използва летежна пудра в кабинета ѝ. Тя разпитва Хари и заплашва да използва проклятието Круциатус върху него. Хърмаяни се намесва и измисля история, която ги отвежда в Забранената гора. Ъмбридж провокира кентаврите там и те я пленяват.
Хари, Рон, Хърмаяни, Джини, Невил и Луна летят до Министерството с тестроли, за да спасят Сириус, но той не може да бъде намерен в Отдела „Мистерии“. Вместо това стаята е пълна с рафтове със стъклени сфери, една от които носи името на Хари заедно с името на Волдемор. Хари го взима и веднага е заобиколен от смъртожадни. Луциус Малфой разкрива, че Хари е бил подмамен там от фалшиво видение от Волдемор и че той иска да чуе пророчеството, съдържащо се в стъклената сфера. Той моли Хари за сферата, но Хари отказва. Учениците се бият срещу смъртожадните и се спасяват, тъй като пристигат на членовете на Ордена. Невил случайно изпуска и разбива пророчеството, а Сириус в крайна сметка умира от ръцете на братовчедка си Белатрикс Лестранж.
Обзет от мъка и жажда за отмъщение, Хари преследва Белатрикс. Волдемор пристига и се опитва да убие Хари, но е осуетен от Дъмбълдор. Пристигат служители на Министерството на магията; те забелязват Волдемор точно преди да избяга с Белатрикс и Фъдж е принуден да приеме завръщането му. В кабинета си Дъмбълдор обяснява на Хари, че пророчеството е направено от професор Трелони и предсказва раждането на дете със сила срещу Волдемор. Това е накарало Волдемор да преследва родителите на Хари и е причината той да продължава да се насочва към Хари. Поразен от пророчеството и скърбящ от загубата на Сириус, Хари става мрачен, въпреки че магьосническата общност сега му оказва голямо уважение. Мотивиран от приятелите си, Хари се връща при Дърсли.

## Публикуване
Феновете на Хари Потър чакат три години между издаването на четвъртата и петата книга. Преди издаването на петата книга, 200 милиона копия от първите четири книги вече са продадени и преведени на 55 езика в 200 държави. Тъй като поредицата вече е глобален феномен, книгата изковава нови рекорди за предварителни поръчки, като хиляди хора се редят на опашка пред книжарниците на 20 юни 2003 г., за да си осигурят копия в полунощ. Въпреки мерките за сигурност, хиляди копия са откраднати от склад в Ърлстаун, Мърсисайд на 15 юни 2003 г.

## Критичен отговор
Романът Хари Потър и Орденът на феникса е посрещнат с предимно положителни отзиви и получава няколко награди. През 2004 г. книгата е цитирана като най-добра книга за младежи от Американската библиотечна асоциация и като забележителна книга от Американската библиотечна асоциация. Роулинг е похвалена за въображението си от Дейдри Донахю в Ю Ес Ей Тъдей. В Ню Йорк Таймс Джон Леонард хвали романа: „Орденът на феникса започва бавно, набира скорост и след това се движи като скейтборд, със салта, до яростния си край... С израстването на Хари Роулинг става по-добра“.

## Преводи
Първият официален чужд превод на книгата се появява на виетнамски на 21 юли 2003 г., когато е пусната първата от двадесет и две части. Първият официален европейски превод се появява в Сърбия и Черна гора на сръбски от официалния издател „Народна књига“ в началото на септември 2003 г. Други преводи се появяват по-късно (напр. през ноември 2003 г. на холандски и немски, а през декември на български). Англоезичната версия оглавява списъка с бестселъри във Франция, докато в Германия и Нидерландия е започнат процес на разпространение на неофициален превод в интернет.

## Адаптации

### Кино
Книгата Хари Потър и Орденът на феникса е адаптирана във филм, чиято премиера в световен мащаб е през 2007 г., режисиран от Дейвид Йейтс, със сценарий от Майкъл Голденбърг. Филмът е продуциран от компанията на Дейвид Хейман, Хейдей Филмс, заедно с Дейвид Барън. Съобщава се, че бюджетът е между 75 и 100 милиона британски лири (150-200 милиона щатски долара).

## В България
| Година на издаване | Издание                          | Художник на корицата                             | Издателство | Страници |
| ------------------ | -------------------------------- | ------------------------------------------------ | ----------- | -------- |
| 2003 г.            | твърди корици                    | Мери Гранпре                                     | „Егмонт“    | 856      |
| 2016 г.            | твърди корици                    | Джони Дудъл                                      | „Егмонт“    | 864      |
| 2019 г.            | твърди корици (юбилейно издание) | Любен Зидаров                                    | „Егмонт“    | 736      |
| 2021 г.            | твърди корици                    | Мери Гранпре (и на илюстрациите към всяка глава) | „Егмонт“    | 856      |
| 2022 г.            | твърди корици (с обложка)        | Джим Кей и Нийл Пакър (и на илюстрациите)        | „Егмонт“    | 576      |